# Papyrus 94
Papyrus 94 (nummering naar Gregory-Aland) of {\displaystyle {\mathfrak {P}}^{94}} of P. Cair. 10730, is een oud Grieks handschrift van het Nieuwe Testament. Op grond van het schrifttype wordt gedacht dat het uit het begin van de 5e of 6e eeuw dateert. Het handschrift bevat Romeinen 6:10-13; 6:19-22 Het wordt bewaard in het Egyptisch Museum (P. Cair. 10730) in Caïro.

## Tekst
De Griekse tekst van dit handschrift is een vertegenwoordiger van de Alexandrijnse tekst Het heeft nog geen plek in Alands categorieën